# القنطرة غرب
القنطرة -بالعربية تعني الرباط أو الجسر- هي مدينة مصرية في الشمال الشرقي على جانبي قناة السويس، في المحافظة المصرية الإسماعيلية، على بعد 160 كيلومترًا شمال شرق القاهرة و 50 كيلومترًا جنوب بورسعيد. يتصل جانبا المدينة بجسر طريق ثابت مرتفع، جسر مبارك للسلام.

## التاريخ
أنشئت مدينة القنطرة قرب موقع المدينة القديمة سيلي خلال الحرب العالمية الأولى، كانت القنطرة، وفقًا لقوات الحلفاء، موقع المقر رقم 3 من دفاعات القناة والقوة الشرقية المقرية خلال المراحل الأخيرة من حملة قناة السويس وحملة سيناء 1916، ودعم مستودع التوزيع الهائل ومركز المستشفى والعمليات البريطانية والأسترالية والنيوزيلندية في سيناء من عام 1916 حتى تسريح الجيش النهائي سنة 1919.
ابتداءً من يناير 1916، شيدت سكة حديد جديدة من القنطرة إلى روماني، لتصل عبر سيناء إلى العريش ورفح على الحدود مع الإمبراطورية العثمانية. وأنشأ المهندسون الملكيون خط أنابيب مياه على طول الطريق ذاته بقيادة العميد إفيرارد بلير. تقع المقبرة والنصب التذكاري لقبور الحرب التابعة للكومنولث خارج المدينة. بدأ تشغيلها في فبراير 1916 وظلت قيد الاستخدام حتى أواخر عام 1920. بعد الحرب، تضاعفت في الحجم لاستيعاب رفات الجنود من المقابر المؤقتة وساحات المعارك الصحراوية، لا سيما في قطية وروماني و مغدبا والعريش ورفح. صممها رسميًا سنة 1919 السير روبرت لوميلر، تحتوي المقبرة على 1562 قبر كومنولث من الحرب العالمية الأولى و110 من الحرب العالمية الثانية. إضافةً إلى 341 قبرًا من جنسيات أخرى. يحمل النصب التذكاري في القنطرة أسماء 16 جنديًا من الحرب العالمية الأولى من نيوزيلندا الذين يفترض أنهم قتلوا في أثناء خدمتهم في رفح وروماني. سنة 1961، ثُبتت الألواح التي تحمل أسماء 283 جنديًا هنديًا من الحرب العالمية الأولى، الذين دخلوا مقبرة القنطرة الهندية التي يتعذر الوصول إليها الآن، مثبتة على الحائط خلف الحجر التذكاري، وهي تشكل النصب التذكاري في مقبرة القنطرة.تجددت أهمية المدينة مركزًا للمستشفيات خلال الحرب العالمية الثانية عندما كان المستشفى العام رقم 1 موجودًا هناك من يوليو 1941 إلى ديسمبر 1945، والمستشفيات العامة 41 و92 في فترات مختلفة. شُيّد المستشفى العام البولندي رقم 8 بجوار مقبرة الحرب.خلال حرب الأيام الستة عام 1967، استولت إسرائيل على المدينة. استعادتها مصر في بداية حرب عام 1973 في أثناء العبور، واحتفظت بها حتى التفاوض على وقف إطلاق النار. استعادت مصر السيطرة رسميًا على المدينة سنة 1974.